# Gustaf Pontén (1841–1918)
Gustaf Emanuel Pontén, född 14 juni 1841 i Hultsjö församling i Jönköpings län, död 26 december 1918 i Bergsjö församling i Gävleborgs län, var en svensk präst. Han tillhörde släkten Pontén från Småland. Hans föräldrar var kyrkoherde Johan Anton Pontén och dennes första hustru Erica Dorothea Ripa.
Pontén blev student vid Lunds universitet 1862, vid Uppsala universitet 1863 samt erhöll indigenatsrätt i Uppsala ärkestift och prästvigdes 1867. Han blev komminister i Långtora församling samma år och i Giresta församling 1869, kyrkoherde i Bergsjö församling 1879 och kontraktsprost i Hälsinglands norra övre kontrakt 1897.
Gustaf Pontén gifte sig första gången 1869 med Emma Eleonora Dorothea Augusta Giers (1842–1873), andra gången 1875 med Agnes Katarina Amalia Giers (1841–1883) och tredje gången 1885 med Anna Hägerman (1861–1943). Söner med tredje hustrun var kontraktsprostarna Gottfrid Pontén, som var far till Bengt Pontén, och Ernst Pontén.